# ミルク・アンド・ハニー
『ミルク・アンド・ハニー』(英語: Milk And Honey)は、ジョン・レノンの死後4年目の1984年に発表された、1980年にレノンによってレコーディングされた未発表音源と、レノンの未亡人であるオノ・ヨーコの新曲で構成、オノが監修したコンピレーション・アルバムである。

## 解説
1980年8月から10月にかけて行われた、レノンの遺作となった『ダブル・ファンタジー』のレコーデイング・セッションでは22曲が録音された。レノンはアルバムに収録されなかった8曲（レノン5曲、オノ3曲）を中心に新たなアルバムを制作するつもりでおり、翌年1月に再びスタジオ入りすることが決定していたが、12月8日、レノンが銃撃されて亡くなったことにより不可能となってしまった。
幼いショーンを抱えたオノは、自身のソロ・アルバム『シーズン・オブ・グラス』『イッツ・オールライト』の2枚をリリースしながら自らの心を癒すとともに、周囲が落ち着くのを待ってレノンの未発表曲を世に出すことにした。アルバムの構成は前作同様、レノンとオノの曲が交互に収録することした。
レノンの6曲のうち『ダブル・ファンタジー』セッションで録音された5曲は、いずれもオーバーダビングやミキシングが施されていなかったため、若干の編集やエフェクトが加えられた。また唯一自宅でカセットテープに録音されたデモ音源から選ばれた「グロウ・オールド・ウィズ・ミー」は音質の悪さを補うためにリバーブ等のエフェクトが加えられた。オノの6曲は『ダブル・ファンタジー』セッションで録音された「ユー・アー・ザ・ワン」「ドント・ビー・スケアード」に、ホーム・デモ音源から選ばれた「レット・ミー・カウント・ザ・ウェイズ」と新たに録音された3曲を加えたものである。
アルバム・タイトルは、旧約聖書『出エジプト記』3章8節にある、神がモーセに伝えた、イスラエルの民をエジプトから「豊かな土地(a land flowing with milk and honey)」へ救い出すことを約束する言葉に由来している。発案者はオノで、レノンが亡くなる前に決まっていたという。オノは、イギリス人のレノンと日本人のオノの「豊かな土地」であるアメリカを求めて旅をするという思いがこのタイトルに込められていると語っている。
ジャケットの写真は1980年9月にニューヨークのセントラル・パークで行われたフォト・セッションで日本人写真家の篠山紀信によって撮影されたものである。当初はレノンとオノ、2人の写真をハート型に切り抜いたものを200枚使うつもりだったが、このアイディアは上手くいかなかったので、『ダブル・ファンタジー』のアルバム・ジャケットに使用された写真とは別のカットを選ぶことで、前作の姉妹作であることを印象付けることを狙った。
| 専門評論家によるレビュー      | 専門評論家によるレビュー |
| レビュー・スコア              | レビュー・スコア         |
| 出典                          | 評価                     |
| ----------------------------- | ------------------------ |
| AllMusic                      | [ 6 ]                    |
| Robert Christgau              | A                        |
| Mojo                          | [ 8 ]                    |
| MusicHound                    | 2.5/5                    |
| Paste                         | [ 10 ]                   |
| Rolling Stone                 | [ 11 ]                   |
| The Rolling Stone Album Guide | [ 12 ]                   |
| Uncut                         | [ 13 ]                   |

1981年6月に『シーズン・オブ・グラス』をリリースした後、『ダブル・ファンタジー』をリリースしていたゲフィン・レコードのデヴィッド・ゲフィンと不仲になったオノは、翌年にポリドール・レコードと契約し、その2年後に本作をリリースした。前作には及ばなかったものの高い評価を受け、イギリスで3位、アメリカで11位、日本でも3位を記録した。
2001年には3曲のボーナス・トラックとレノンの死の直前に録音された2人のインタビューを追加収録したデジタル・リマスター盤『ミルク・アンド・ハニー〜ニュー・センチュリー・エディション』が発売された。「グロウ・オールド・ウィズ・ミー」はオリジナル・デモ・テープからリマスターすることでエフェクトが施される前の状態に戻され、さらに終わり近くの音が欠けている部分が修正された。

## 収録曲

### オリジナル・アナログ・LP
| #         | タイトル                                                          | 作詞・作曲     | リード・ボーカル | 時間  |
| --------- | ----------------------------------------------------------------- | -------------- | ---------------- | ----- |
| 1.        | 「アイム・ステッピング・アウト」(I'm Stepping Out)                | ジョン・レノン | ジョン・レノン   | 4:06  |
| 2.        | 「スリープレス・ナイト」(Sleepless Night)                         | オノ・ヨーコ   | オノ・ヨーコ     | 2:34  |
| 3.        | 「アイ・ドント・ウォナ・フェイス・イット」(I Don't Wanna Face It) | ジョン・レノン | ジョン・レノン   | 3:22  |
| 4.        | 「ドント・ビー・スケアード」(Don't Be Scared)                     | オノ・ヨーコ   | オノ・ヨーコ     | 2:45  |
| 5.        | 「ノーバディ・トールド・ミー」( Nobody Told Me)                   | ジョン・レノン | ジョン・レノン   | 3:34  |
| 6.        | 「オー・サニティ」(O' Sanity)                                     | オノ・ヨーコ   | オノ・ヨーコ     | 1:05  |
| 合計時間: | 合計時間:                                                         | 合計時間:      | 合計時間:        | 17:26 |

| #         | タイトル                                                                       | 作詞・作曲     | リード・ボーカル | 時間  |
| --------- | ------------------------------------------------------------------------------ | -------------- | ---------------- | ----- |
| 1.        | 「ボロウド・タイム」(Borrowed Time)                                            | ジョン・レノン | ジョン・レノン   | 4:29  |
| 2.        | 「ユア・ハンズ」(Your Hands)                                                   | オノ・ヨーコ   | オノ・ヨーコ     | 3:04  |
| 3.        | 「マイ・リトル・フラワー・プリンセス」((Forgive Me) My Little Flower Princess) | ジョン・レノン | ジョン・レノン   | 2:28  |
| 4.        | 「レット・ミー・カウント・ザ・ウェイズ」(Let Me Count the Ways)                | オノ・ヨーコ   | オノ・ヨーコ     | 2:17  |
| 5.        | 「グロー・オールド・ウィズ・ミー」(Grow Old with Me)                           | ジョン・レノン | ジョン・レノン   | 3:07  |
| 6.        | 「ユアー・ザ・ワン」(You're the One)                                           | オノ・ヨーコ   | オノ・ヨーコ     | 3:56  |
| 合計時間: | 合計時間:                                                                      | 合計時間:      | 合計時間:        | 19:21 |

### 1986年再発盤
| #         | タイトル                                                                       | 作詞・作曲     | 時間  |
| --------- | ------------------------------------------------------------------------------ | -------------- | ----- |
| 1.        | 「アイム・ステッピング・アウト」(I'm Stepping Out)                             | ジョン・レノン | 4:06  |
| 2.        | 「スリープレス・ナイト」(Sleepless Night)                                      | オノ・ヨーコ   | 2:34  |
| 3.        | 「アイ・ドント・ウォナ・フェイス・イット」(I Don't Wanna Face It)              | ジョン・レノン | 3:22  |
| 4.        | 「ドント・ビー・スケアード」(Don't Be Scared)                                  | オノ・ヨーコ   | 2:45  |
| 5.        | 「ノーバディ・トールド・ミー」(Nobody Told Me)                                 | ジョン・レノン | 3:34  |
| 6.        | 「オー・サニティ」(O' Sanity)                                                  | オノ・ヨーコ   | 1:05  |
| 7.        | 「ボロウド・タイム」(Borrowed Time)                                            | ジョン・レノン | 4:29  |
| 8.        | 「ユア・ハンズ」(Your Hands)                                                   | オノ・ヨーコ   | 3:04  |
| 9.        | 「マイ・リトル・フラワー・プリンセス」((Forgive Me) My Little Flower Princess) | ジョン・レノン | 2:28  |
| 10.       | 「レット・ミー・カウント・ザ・ウェイズ」(Let Me Count the Ways)                | オノ・ヨーコ   | 2:17  |
| 11.       | 「グロー・オールド・ウィズ・ミー」(Grow Old with Me)                           | ジョン・レノン | 3:07  |
| 12.       | 「ユアー・ザ・ワン」(You're the One)                                           | オノ・ヨーコ   | 3:56  |
| 合計時間: | 合計時間:                                                                      | 合計時間:      | 36:47 |

### 2001年デジタル・リマスター盤
| #         | タイトル | 作詞・作曲     | 時間  |
| --------- | --- | -------------- | ----- |
| 1.        | 「アイム・ステッピング・アウト」(I'm Stepping Out)                                                                        | ジョン・レノン | 4:06  |
| 2.        | 「スリープレス・ナイト」(Sleepless Night)                                                                                 | オノ・ヨーコ   | 2:34  |
| 3.        | 「アイ・ドント・ウォナ・フェイス・イット」(I Don't Wanna Face It)                                                         | ジョン・レノン | 3:22  |
| 4.        | 「ドント・ビー・スケアード」(Don't Be Scared)                                                                             | オノ・ヨーコ   | 2:45  |
| 5.        | 「ノーバディ・トールド・ミー」(Nobody Told Me)                                                                            | ジョン・レノン | 3:34  |
| 6.        | 「オー・サニティ」(O' Sanity)                                                                                             | オノ・ヨーコ   | 1:05  |
| 7.        | 「ボロウド・タイム」(Borrowed Time)                                                                                       | ジョン・レノン | 4:29  |
| 8.        | 「ユア・ハンズ」(Your Hands)                                                                                              | オノ・ヨーコ   | 3:04  |
| 9.        | 「マイ・リトル・フラワー・プリンセス」((Forgive Me) My Little Flower Princess)                                            | ジョン・レノン | 2:28  |
| 10.       | 「レット・ミー・カウント・ザ・ウェイズ」(Let Me Count the Ways)                                                           | オノ・ヨーコ   | 2:17  |
| 11.       | 「グロー・オールド・ウィズ・ミー」(Grow Old with Me)                                                                      | ジョン・レノン | 3:07  |
| 12.       | 「ユアー・ザ・ワン」(You're the One)                                                                                      | オノ・ヨーコ   | 3:56  |
| 13.       | 「エヴリ・マン・ハズ・ア・ウーマン・フー・ラヴズ・ヒム（男は誰もが）」(Every Man Has a Woman Who Loves Him)               | オノ・ヨーコ   | 3:19  |
| 14.       | 「ステッピング・アウト（ホーム・ヴァージョン）」(I'm Stepping Out (home version))                                         | ジョン・レノン | 2:57  |
| 15.       | 「アイム・ムーヴィング・オン（ホーム・デモ）」(I'm Moving On (home demo))                                                 | オノ・ヨーコ   | 1:20  |
| 16.       | 「ジョン＆ヨーコ・インタヴュー (1980年12月8日)」(John and Yoko interview by Dave Sholin and Laurie Kaye, 8 December 1980) |                | 21:55 |
| 合計時間: | 合計時間: | 合計時間:      | 66:18 |

## 参加ミュージシャン
※トラック・ナンバーは再発盤CDに準拠。
- ジョン・レノン - リード・ボーカル、リズムギター、アコースティック・ギター、 キーボード、ピアノ (#11)、ドラムマシン(#11)
- オノ・ヨーコ - ボーカル、ピアノ(#10)

### "ダブル・ファンタジー" セッション
- アール・スリック - リードギター (#1,3,4,5,7,9,12)
- ヒュー・マクラッケン - リードギター (#1,3,4,5,7,9,12)
- トニー・レヴィン - ベース (#1,3,4,5,7,9,12)
- ジョージ・スモール - キーボード、ピアノ(#1,3,4,5,7,9,12)
- エド・ウォルシュ[注釈 10] - キーボード(#1,3,4,5,7,9,12)
- アーサー・ジェンキンス - パーカッション (#1,3,4,5,7,9,12)
- アンディ・ニューマーク - ドラムス(#1,3,4,5,7,9,12)
- ハワード・ジョンソン - バリトン・サクソフォン (#1,3,4,5,7,9,12)

| - クリス・モーソン - リードギター (#2,6,8) - エリオット・ランドール - リードギター (#2,6,8) - スティーヴ・ラブ - リードギター (#2,6,8) - ニール・ジェイソン - ベース (#2,6,8) - ウェイン・ペジウィアトル - ベース (#2,6,8) - ポール・グリフィン - ピアノ(#2,6,8) - ピーター・カンナロッチ - シンセサイザー (#2,6,8) - ジミー・マーレン - パーカッション(#2,6,8) | - アラン・シュワーツバーグ - ドラムス(#2,6,8) - ヨギ・ホートン - ドラムス(#2,6,8) - ゴードン・グロディ - バッキング・ボーカル (#2,6,8) - ビリー・アレッシィ - バッキング・ボーカル (#2,6,8) - ボビー・アレッシィ - バッキング・ボーカル (#2,6,8) - ピーター・トム - バッキング・ボーカル (#2,6,8) - カート・ヤージャン - バッキング・ボーカル (#2,6,8) - カルロス・アロマー - バッキング・ボーカル (#2,6,8) |

## チャート

### 週間チャート
| チャート (1984)                        | 最高位 |
| -------------------------------------- | ------ |
| オーストラリア (Kent Music Report)     | 4      |
| オーストリア (Ö3 Austria)              | 12     |
| カナダ (RPM)                           | 15     |
| オランダ (MegaCharts)                  | 4      |
| フィンランド (Suomen virallinen lista) | 25     |
| フランス (SNEP)                        | 10     |
| 日本 (オリコン)                        | 3      |
| ニュージーランド (RMNZ)                | 34     |
| ノルウェー (VG-lista)                  | 7      |
| スウェーデン (Sverigetopplistan)       | 3      |
| スイス (Schweizer Hitparade)           | 15     |
| UK アルバムズ (OCC)                    | 3      |
| US Billboard 200                       | 11     |
| 西ドイツ (Media Control Albums Chart)  | 20     |

### 年間チャート
| チャート                           | 順位 |
| ---------------------------------- | ---- |
| オーストラリア (Kent Music Report) | 67   |
| カナダ (RPM)                       | 82   |
| 日本 (オリコン)                    | 83   |

## 認定と売上
| 国/地域                    | 認定 | 認定/売上数 |
| -------------------------- | ---- | ----------- |
| カナダ (Music Canada)      | Gold | 50,000^     |
| 日本 (オリコン)            |      | 106,000     |
| イギリス (BPI)             | Gold | 100,000^    |
| アメリカ合衆国 (RIAA)      | Gold | 500,000^    |
| ^ 認定のみに基づく出荷枚数 |      |             |